# Bund Deutscher Zupfmusiker
Der Bund Deutscher Zupfmusiker (BDZ) ist ein eingetragener Verein und ein Verband von Zupforchestern, Zupfensembles und an Zupfmusik interessierten Einzelpersonen.

## Aufgaben und Ziele
Hauptaufgabe des Vereins ist die Pflege und Förderung des Solo- und Ensemblespiels mit Zupfinstrumenten, vor allem Mandoline und Gitarre. Die Landesverbände des BDZ führen regelmäßig Weiterbildungen für Instrumentalisten und Ausbilder durch.

## Geschichte
Der Bund Deutscher Zupfmusiker wurde 1963 gegründet durch den Zusammenschluss des Deutschen Mandolinisten- und Gitarristenbundes (gegründet 1919, hauptsächlich Mitglieder aus dem Bürgertum) und des Deutschen Arbeiter-Mandolinistenbundes (gegründet 1923, vorwiegend Mitglieder aus der Arbeiterschaft). 1968 wurde durch den BDZ auf die Initiative Siegfried Behrends hin das Deutsche Zupforchester (DZO) gegründet.

## Gliederung
Der Verein ist in Landesverbände gegliedert, deren Einzugsbereiche etwa mit den deutschen Bundesländern übereinstimmen.

## Publikationen
Der Verein gibt alle drei bis vier Monate die Zeitschrift „Auftakt!“ heraus. In den meisten Landesverbänden erscheinen außerdem eigene, kleinere Mitteilungsblätter.

## Ehrenmitglieder
Folgende Personen (Auswahl) wurden aufgrund ihrer Verdienste um die Zupfmusik zu Ehrenmitgliedern des Bundes deutscher Zupfmusiker ernannt:
- Willi Althoff (1906–1971) seit 1972[4]
- Hermann Ambrosius (1897–1983) seit 1972[4]
- Herbert Baumann (1925–2020) seit 1990[5][6]
- Siegfried Behrend (1933–1990) seit 1972[4][7]
- Max Baumann (1917–1999) seit 1990[8][6]
- Dietrich Erdmann (1917–2009) seit 1990[9]
- Rüdiger Grambow (* 1946) seit 2014 Ehrenpräsident
- Hartmut Klug (1928–2019) seit 2003[10]
- Heinrich Konietzny (1910–1983) seit 1972[4]
- Dieter Kreidler (* 1943) seit 2010[11]
- Martin Maria Krüger (* 1954) seit 2014
- Adolf Meinel (1910–2009)[12]
- Heinrich Meyer (1901–1984) seit 1975[13]
- Karl Novark seit 1972[7]
- Takashi Ochi (1934–2010) seit 2006[14]
- Werner Richter (* 1929)[12]
- Kurt Schwaen (1909–2007) seit 1990[12][15][6]
- Joachim Trekel (1936–2013) seit 2006[14]
- Fried Walter (1907–1996), seit 1990[6]
- Marga Wilden-Hüsgen (* 1942)
- Konrad Wölki (1904–1983) seit 1972[4]
- Josef Zander (1905–1991) seit 1975[13]
- Richard Zimmermann (1904–1992) seit 1975[13]